# خط تندروی سوبو
خط تندروی سوبو (به ژاپنی:総武快速線, Sōbu-kaisoku-sen) یا خط سوبو کایسوکو یکی از خطوط شرکت راه‌آهن شرق ژاپن است. این خط ۱۰ ایستگاه دارد.